# Esperanza Joyeta
Esperanza Joyeta är en ort i Mexiko.   Den ligger i kommunen Tumbalá och delstaten Chiapas, i den sydöstra delen av landet, 800 km öster om huvudstaden Mexico City. Esperanza Joyeta ligger 92 meter över havet och antalet invånare är 188.
Terrängen runt Esperanza Joyeta är varierad. Runt Esperanza Joyeta är det ganska tätbefolkat, med 54 invånare per kvadratkilometer. Närmaste större samhälle är Chabán, 6,1 km söder om Esperanza Joyeta. Trakten runt Esperanza Joyeta består till största delen av jordbruksmark.